# اچ‌ام‌اس اترستون (۱۹۱۶)
اچ‌ام‌اس اترستون (۱۹۱۶) (به انگلیسی: HMS Atherstone (1916)) یک کشتی بود که طول آن ۲۳۵ فوت (۷۲ متر) بود. این کشتی در سال ۱۹۱۶ ساخته شد.